# Municipio de Jackson (condado de Jackson, Indiana)
El municipio de Jackson (en inglés: Jackson Township) es un municipio ubicado en el condado de Jackson en el estado estadounidense de Indiana. En el año 2010 tenía una población de 20042 habitantes y una densidad poblacional de 222,49 personas por km².

## Geografía
El municipio de Jackson se encuentra ubicado en las coordenadas 38°56′10″N 85°52′21″O / 38.93611, -85.87250. Según la Oficina del Censo de los Estados Unidos, el municipio tiene una superficie total de 90.08 km², de la cual 89.2 km² corresponden a tierra firme y (0.97%) 0.88 km² es agua.

## Demografía
Según el censo de 2010, había 20042 personas residiendo en el municipio de Jackson. La densidad de población era de 222,49 hab./km². De los 20042 habitantes, el municipio de Jackson estaba compuesto por el 91.09% blancos, el 1.19% eran afroamericanos, el 0.22% eran amerindios, el 1.25% eran asiáticos, el 0.09% eran isleños del Pacífico, el 4.5% eran de otras razas y el 1.66% pertenecían a dos o más razas. Del total de la población el 10.27% eran hispanos o latinos de cualquier raza.